# Star Trek: New Frontier
Star Trek: New Frontier ist eine US-amerikanische Science-Fiction-Romanreihe, die von 1997 bis 2011 erschien, und zugleich die erste Star-Trek-Serie, die nicht als Fernsehserie entstand. Die Handlung beginnt im Jahr 2373, etwa drei Jahre nach dem Ende der Handlung der Fernsehserie Raumschiff Enterprise – Das nächste Jahrhundert. Im Mittelpunkt steht die Crew des Sternenflottenraumschiffs U.S.S. Excalibur, das hauptsächlich im bislang unerforschten Sektor 221-G der Milchstraße unterwegs ist. Hauptautor der Romanreihe ist Peter David. Bis 2011 veröffentlichte der US-Verlag Pocket Books in der Reihe 20 Romane und eine Anthologie, 2015 folgte eine E-Book-Trilogie. Deutsche Übersetzungen begann der Heyne Verlag 1999 unter dem Reihentitel Star Trek: Die neue Grenze zu veröffentlichen, brach damit aber 2002 und nach sechs Bänden mit acht Romanen wieder ab. Seit 2011 erscheint die Reihe auf Deutsch unter dem amerikanischen Originaltitel beim Verlag Cross Cult, der für die ersten acht Romane teilweise neue deutsche Titel verwendete.
Die Serie wurde auch schon für Comics adaptiert.

## Figuren
Besatzung des Raumschiffs Excalibur:
- Kommandant: Captain Mackenzie Calhoun (männlicher Xenexianer)
- Erste Offizierin: Commander Elizabeth Shelby (menschliche Frau)
- Navigator: Lieutenant Mark McHenry (menschlicher Mann)
- Medizinerin: Lieutenant Selar (Vulkanierin)
- Einsatzoffizierin: Lieutenant Robin Lefler (menschliche Frau)
- Wissenschaftlerin: Lieutenant Soleta (vulkanisch-romulanische Frau)

## Titelübersicht
| Sprache                     | Englisch                                                            | Englisch                                                                                   | Englisch                    | Englisch                    |     | Deutsch                    | Deutsch                    | Deutsch                    | Deutsch                 | Deutsch                 | Deutsch                 | Deutsch                 |                   | |
| Verlag                      | Pocket Books, Gallery Books                                         | Pocket Books, Gallery Books                                                                | Pocket Books, Gallery Books | Pocket Books, Gallery Books |     | Heyne Verlag               | Heyne Verlag               | Heyne Verlag               | Cross Cult              | Cross Cult              | Cross Cult              | Cross Cult              |                   | |
| Reihentitel                 | Star Trek: New Frontier                                             | Star Trek: New Frontier                                                                    | Star Trek: New Frontier     | Star Trek: New Frontier     |     | Star Trek: Die neue Grenze | Star Trek: Die neue Grenze | Star Trek: Die neue Grenze | Star Trek: New Frontier | Star Trek: New Frontier | Star Trek: New Frontier | Star Trek: New Frontier |                   | |
| Autor                       | Nr.                                                                 | Buchtitel                                                                                  | Veröff.                     | Miniserie                   | NiM | Nr.                        | Buchtitel                  | Veröff.                    | Nr.                     | Buchtitel               | Veröff.                 | Miniserie               | Jahr der Handlung | Bemerkungen |
| --------------------------- | ------------------------------------------------------------------- | ------------------------------------------------------------------------------------------ | --------------------------- | --------------------------- | --- | -------------------------- | -------------------------- | -------------------------- | ----------------------- | ----------------------- | ----------------------- | ----------------------- | ----------------- | --- |
| Peter David                 | 1                                                                   | House of Cards                                                                             | Juli 1997                   |                             |     | 1                          | Captain Calhoun            | 1999                       | 1                       | Kartenhaus              | Jan. 2011               |                         | 2373              | |
| Peter David                 | 2                                                                   | Into the Void                                                                              | Juli 1997                   |                             |     | 1                          | Captain Calhoun            | 1999                       | 1                       | Kartenhaus              | Jan. 2011               |                         | 2373              | |
| Peter David                 | 3                                                                   | The Two-Front War                                                                          | Aug. 1997                   |                             |     | 2                          | U.S.S. Excalibur           | 2000                       | 2                       | Zweifrontenkrieg        | Jan. 2011               |                         | 2373              | |
| Peter David                 | 4                                                                   | End Game                                                                                   | Aug. 1997                   |                             |     | 2                          | U.S.S. Excalibur           | 2000                       | 2                       | Zweifrontenkrieg        | Jan. 2011               |                         | 2373              | |
| Peter David                 | 5                                                                   | Martyr                                                                                     | März 1998                   |                             |     | 3                          | Märtyrer                   | 2001                       | 3                       | Märtyrer                | Jan. 2011               |                         | 2373              | |
| Peter David                 | 6                                                                   | Fire on High                                                                               | Apr. 1998                   |                             |     | 4                          | Die Waffe                  | 2001                       | 4                       | Die Waffe               | Mai 2011                |                         | 2374              | |
| Peter David                 |                                                                     | Once Burned                                                                                | Okt. 1998                   | The Captain's Table         | 5   |                            |                            |                            |                         | Gebranntes Kind         | Aug. 2011               | The Captain's Table     | 2374              | |
| Peter David                 | 7                                                                   | The Quiet Place                                                                            | Nov. 1999                   |                             |     | 5                          | Die Hunde des Krieges      | 2002                       | 5                       | Ort der Stille          | Nov. 2012               |                         | 2376              | |
| Peter David                 | 8                                                                   | Dark Allies                                                                                | Nov. 1999                   |                             |     | 6                          | Dunkle Verbündete          | 2002                       | 6                       | Finstere Verbündete     | Feb. 2013               |                         | 2376              | |
| Peter David                 | 9                                                                   | Requiem                                                                                    | Sep. 2000                   | Excalibur                   | 1   |                            |                            |                            | 7                       | Requiem                 | Apr. 2013               | Excalibur               | 2376              | |
| Peter David                 | 10                                                                  | Renaissance                                                                                | Sep. 2000                   | Excalibur                   | 2   |                            |                            |                            | 8                       | Renaissance             | Juli 2013               | Excalibur               | 2376              | |
| Peter David                 | 11                                                                  | Restoration                                                                                | Nov. 2000                   | Excalibur                   | 3   |                            |                            |                            | 9                       | Restauration            | Okt. 2013               | Excalibur               | 2376              | |
| Peter David                 |                                                                     | Cold Wars                                                                                  | Okt. 2001                   | Gateways                    | 6   |                            |                            |                            | 10                      | Kalte Kriege            | Jan. 2014               | Portale                 | 2376              | |
| Peter David                 | 12                                                                  | Being Human                                                                                | Nov. 2001                   |                             |     |                            |                            |                            | 11                      | Menschsein              | Nov. 2014               |                         | 2376              | |
| Peter David                 |                                                                     | Gods Above                                                                                 | Okt. 2003                   |                             |     |                            |                            |                            | 12                      | Mehr als Götter         | Apr. 2015               |                         | 2376              | |
| Peter David                 |                                                                     | Stone and Anvil                                                                            | Okt. 2003                   |                             |     |                            |                            |                            | 13                      | Stein und Amboss        | Mai 2015                |                         | 2376              | |
| Peter David (Hrsg.)         |                                                                     | No Limits                                                                                  | Okt. 2003                   |                             |     |                            |                            |                            |                         | Grenzenlos              | Apr. 2016               |                         | versch.           | Enthält 18 Kurzgeschichten. \| Autor \| Englischer Titel \| Deutscher Titel \| \| --------------------------- \| ------------------------------------------------------------------- \| ------------------------------------------------------------------------------------------ \| \| Dayton Ward \| Loose Ends \| Problemlösung \| \| Loren L. Coleman \| All That Glisters... \| Es ist nicht alles Gold… \| \| David Alan Mack \| Waiting for G'Doh, or, How I Learned to Stop Moving and Hate People \| Warten auf G’Doh – oder: Wie ich lernte, mich nicht mehr zu bewegen und Menschen zu hassen \| \| Robert Greenberger \| Lefler's Logs \| Leflers Logbücher \| \| Ilsa J. Bick \| Alice, On the Edge of Night \| Alice, am Rande der Nacht \| \| Keith R. A. DeCandido \| Revelations \| Enthüllungen \| \| Josepha Sherman \| Turning Point \| Wendepunkt \| \| Terri Osborne \| Q'uandary \| Quadratur des Kreises \| \| Robert T. Jeschonek \| Oil and Water \| Öl und Wasser \| \| Christina F. York \| Singularity \| Singularität \| \| Kevin Dilmore \| The Road to Edos \| Die Straße nach Edos \| \| Peg Robinson \| A Lady of Xenex \| Eine Dame von Xenex \| \| Mary Scott-Wiecek \| Making a Difference \| Etwas bewirken \| \| Allyn Gibson \| Performance Appraisal \| Leistungsbewertung \| \| Glenn Hauman, Lisa Sullivan \| Redemption \| Erlösung \| \| Susan Shwartz \| Out of the Frying Pan \| Vom Regen in die… \| \| Susan Wright \| Through the Looking Glass \| Hinter den Spiegeln \| \| Peter David \| A Little Getaway \| Ein kleiner Ausflug \| |
| Peter David                 |                                                                     | After the Fall                                                                             | Nov. 2004                   |                             |     |                            |                            |                            | 14                      | Neue Zeiten             | Nov. 2016               |                         | 2379              | |
| Peter David                 |                                                                     | Missing in Action                                                                          | Feb. 2006                   |                             |     |                            |                            |                            | 15                      | Vermisst                | Aug. 2017               |                         | 2379              | |
| Peter David                 |                                                                     | Treason                                                                                    | Apr. 2009                   |                             |     |                            |                            |                            | 16                      | Hochverrat              | Mai 2018                |                         | 2380              | |
| Peter David                 |                                                                     | Blind Man's Bluff                                                                          | Apr. 2011                   |                             |     |                            |                            |                            | 17                      | Mörderisches Spiel      | Apr. 2019               |                         | 2380              | |
| Peter David                 |                                                                     | The Returned                                                                               | Juli 2015 – Sep. 2015       |                             | 1–3 |                            |                            |                            |                         | Rückkehr                | Sep. 2022               |                         | 2380              | Ursprünglich nur als E-Books. Im deutschsprachigen Raum sind die drei Bücher zuerst als Einzelausgaben Rückkehr 1bis Rückkehr 3 erschienen, im September erschien eine Gesamtausgabe. |
| Autor                       | Englischer Titel                                                    | Deutscher Titel                                                                            |                             |                             |     |                            |                            |                            |                         |                         |                         |                         |                   | |
| Dayton Ward                 | Loose Ends                                                          | Problemlösung                                                                              |                             |                             |     |                            |                            |                            |                         |                         |                         |                         |                   | |
| Loren L. Coleman            | All That Glisters...                                                | Es ist nicht alles Gold…                                                                   |                             |                             |     |                            |                            |                            |                         |                         |                         |                         |                   | |
| David Alan Mack             | Waiting for G'Doh, or, How I Learned to Stop Moving and Hate People | Warten auf G’Doh – oder: Wie ich lernte, mich nicht mehr zu bewegen und Menschen zu hassen |                             |                             |     |                            |                            |                            |                         |                         |                         |                         |                   | |
| Robert Greenberger          | Lefler's Logs                                                       | Leflers Logbücher                                                                          |                             |                             |     |                            |                            |                            |                         |                         |                         |                         |                   | |
| Ilsa J. Bick                | Alice, On the Edge of Night                                         | Alice, am Rande der Nacht                                                                  |                             |                             |     |                            |                            |                            |                         |                         |                         |                         |                   | |
| Keith R. A. DeCandido       | Revelations                                                         | Enthüllungen                                                                               |                             |                             |     |                            |                            |                            |                         |                         |                         |                         |                   | |
| Josepha Sherman             | Turning Point                                                       | Wendepunkt                                                                                 |                             |                             |     |                            |                            |                            |                         |                         |                         |                         |                   | |
| Terri Osborne               | Q'uandary                                                           | Quadratur des Kreises                                                                      |                             |                             |     |                            |                            |                            |                         |                         |                         |                         |                   | |
| Robert T. Jeschonek         | Oil and Water                                                       | Öl und Wasser                                                                              |                             |                             |     |                            |                            |                            |                         |                         |                         |                         |                   | |
| Christina F. York           | Singularity                                                         | Singularität                                                                               |                             |                             |     |                            |                            |                            |                         |                         |                         |                         |                   | |
| Kevin Dilmore               | The Road to Edos                                                    | Die Straße nach Edos                                                                       |                             |                             |     |                            |                            |                            |                         |                         |                         |                         |                   | |
| Peg Robinson                | A Lady of Xenex                                                     | Eine Dame von Xenex                                                                        |                             |                             |     |                            |                            |                            |                         |                         |                         |                         |                   | |
| Mary Scott-Wiecek           | Making a Difference                                                 | Etwas bewirken                                                                             |                             |                             |     |                            |                            |                            |                         |                         |                         |                         |                   | |
| Allyn Gibson                | Performance Appraisal                                               | Leistungsbewertung                                                                         |                             |                             |     |                            |                            |                            |                         |                         |                         |                         |                   | |
| Glenn Hauman, Lisa Sullivan | Redemption                                                          | Erlösung                                                                                   |                             |                             |     |                            |                            |                            |                         |                         |                         |                         |                   | |
| Susan Shwartz               | Out of the Frying Pan                                               | Vom Regen in die…                                                                          |                             |                             |     |                            |                            |                            |                         |                         |                         |                         |                   | |
| Susan Wright                | Through the Looking Glass                                           | Hinter den Spiegeln                                                                        |                             |                             |     |                            |                            |                            |                         |                         |                         |                         |                   | |
| Peter David                 | A Little Getaway                                                    | Ein kleiner Ausflug                                                                        |                             |                             |     |                            |                            |                            |                         |                         |                         |                         |                   | |